# Julius Sieden
Julius Albert Paul Sieden (* 18. September 1884 in Schwerin; † 30. April 1938 in Güstrow) war ein deutscher evangelisch-lutherischer Theologe.

## Leben
Julius Sieden war ein Sohn des Schweriner Hofschlossermeisters Heinrich Sieden. Er besuchte das Gymnasium Fridericianum Schwerin bis zum Abitur 1904 und studierte Evangelische Theologie an den Universitäten Erlangen und Leipzig und 1906/1907 und dann ab dem Wintersemester 1908/1909 an der Universität Rostock. Während des Studiums trat er dem Erlanger, Leipziger und Rostocker Wingolf bei. Nach seinem Examen war er zunächst Hauslehrer in Neu Stuer und Janow. 1909 wurde er Vikar in Altwigshagen und 1911 Konrektor in Krakow am See. 1911 kam er an das Predigerseminar in Schwerin und wurde 1912 Hilfsprediger in Wredenhagen. 1912 erhielt er seine erste eigene Pfarrstelle als zweiter Pastor an der Stadtkirche Ribnitz.
Seit 1918 war er Redakteur des Kirchen- und Zeitblatts. 1921 war er Mitglied der verfassunggebenden Landessynode der Evangelisch-Lutherischen Landeskirche von Mecklenburg-Schwerin. Im folgenden Jahr, nach der Wahl des ersten Landesbischofs Heinrich Behm, wurde er nach dem Rücktritt von Ernst Haack zusammen mit Bernhard Goesch als dessen Nachfolger zum Mitglied des Schweriner Oberkirchenrats berufen.  Von 1922 bis 1927 war er Erster Pastor an der Stadtkirche in Ribnitz. 1927 kam er als Landessuperintendent und zugleich Erster Domprediger an den Schweriner Dom. 1932 verlieh ihm die Theologische Fakultät der Universität Rostock ihren Ehrendoktor. Von 1922 bis 1933 war er Obmann der Posaunenchorarbeit der mecklenburgischen Landeskirche.
1933 wurde der Schweriner Oberkirchenrat im Verlauf der Machtübernahme der nationalsozialistischen Deutschen Christen nahezu komplett ausgetauscht. Julius Sieden wurde im Oktober abgesetzt und als Landessuperintendent nach Malchin versetzt. 1936 wurde er zum Leiter des Verbandes der Posaunenverbände in Deutschland gewählt. Er war Mitglied des Bruderrats, des Leitungsgremiums der Bekennenden Kirche in Mecklenburg.
Julius Sieden hatte am 9. September 1921 Helene Karsten (1891–1976) geheiratet, eine von vier Töchtern des Pastors Friedrich Karsten (1862–1945) in Gnoien. Der einzige Sohn aus dieser Ehe, Joachim Sieden (* 1923), ist zwanzigjährig im April 1944 verschollen.
Sieden starb während einer Besprechung mit den anderen beiden der Bekennenden Kirche nahestehenden Landessuperintendenten Hurtzig und Behm in Güstrow an einem Herzinfarkt.

## Werke
- Was wollte Jesus? (= Hefte der Volksmission in Mecklenburg ; 5). Bahn, Schwerin 1926.
- Katechismen und Katechismus-Unterweisung in Mecklenburg seit der Reformation bis zu Anfang des 18. Jahrhunderts. Bahn, Schwerin 1930.

### Als Herausgeber
- [mit Johannes Behm:] Im Dienste des Herrn. Blätter aus der Arbeit des Heinrich Behm, Landesbischof in Mecklenburg-Schwerin. Schwerin 1930.